# 北京四環路

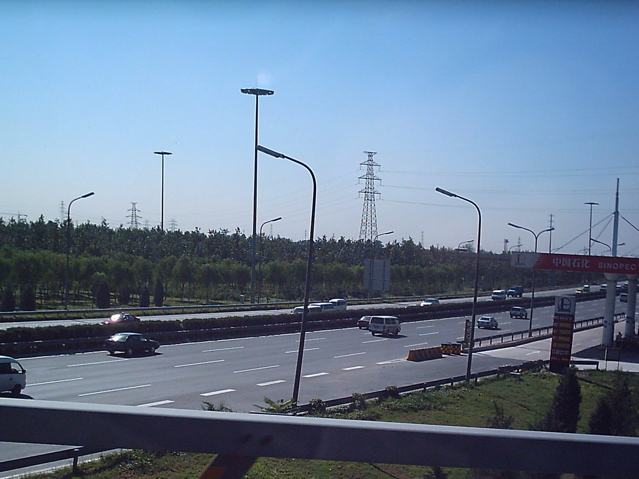
東四環路 (2004年8月撮影)

北京四環路（ペキン-しかんろ,中文表記: 北京四环路, 英文表記: The 4th Ring Road）は、中国北京市にある、高速道路形態の環状道路である。市中心部からおおよそ8km外周を通る。
市中心部から3つ目の環状道路であるが、歴史的経緯から北京四環路と呼ばれる。

## 経路
北京四環路は、北京市の境界の中を通り、円というより四角い経路を辿る。
主な経路 四元橋 - 霄雲橋 - 四恵橋 - 四方橋 - 十八里店 - 大紅門 - 馬家楼 - 岳各荘 - 豊台区 - 四季青橋 - 中関村 - 健翔橋 - 安慧橋 - 望和橋 - 四元橋
現状 全線開通済み

## 歴史
1990年代初期には、中関村から四元橋までの北四環路は既に環状道路として存在していた。ただし、道幅はずっと狭く、信号機があり、健翔橋、安慧橋、四元橋の3つの高架立体交差のみが存在していた。
中華人民共和国の50周年記念に、四元橋から十八里店までの東四環路が、1999年10月1日頃開通した。これは、8車線の高速道路(非常駐車帯を含まず片側4車線)として開通した環状道路の最初の部分であった。
健翔橋から四元橋までの北四環路は、2000年9月の下旬に8車線の高速道路へと改良された。同年のその後、十八里店から豊台までの南四環路が開通した。
2001年6月までには、北京四環路全体が高速道路標準の形態に改良された。
2004年初頭に、最高速度は一律80 km/hへと抑制された。
(最低速度: 50 km/h).
2004年9月には、北京四環路の案内表示の大幅な変更が行われた。
最終的には、インターチェンジ番号の双方向での統一が行われた (以前は異なっていた)。
2004年10月には、北辰区付近の北四環路にて、新しい高架橋が供用開始された。

## 道路状況

### 制限速度
以前は車線ごとに異なっていた。
第一車線: 最低80 km/h, 最高100 km/h
第二車線: 最低70 km/h, 最高90 km/h
第三車線: 最低60 km/h, 最高80 km/h
第四車線: 最低50 km/h, 最高80 km/h
接続道路: 一律最高70 km/h
2004年に規制の変更が行われ、一律で最低50 km/h、最高80 km/hとなった。接続道路は70 km/hで普遍である。

### 料金
この道路は無料である。

### 車線
8車線(双方向とも4車線)

### 交通状況
両方向で、健翔橋から四元橋が恐ろしく渋滞に弱い。残りの北部、東部も弱い。豊台区を除けば、その他の北京四環路は渋滞の確率は低い。

## 主なジャンクション
四元橋ジャンクション、四恵ジャンクション、四方橋ジャンクション、十八里店ジャンクション、馬家楼ジャンクション、豊台ジャンクション、岳各荘ジャンクション、中関村ジャンクション、健翔橋ジャンクション、望和橋ジャンクション

## サービスエリア
フルスケールのサービスエリアはないが、ガソリンスタンドは多数存在する。

## 接続
八達嶺高速道路 : 健翔橋ジャンクションで接続
京承高速道路 : 望和橋ジャンクションで接続
北京空港高速道路 : 四元橋ジャンクションで接続
京平高速道路 : 東風橋ジャンクションで接続
京通快速道路 : 四恵ジャンクションで接続
京瀋高速道路 : 四方橋ジャンクションで接続
京津塘高速道路: 十八里店ジャンクションで接続
京開高速道路 : 馬家楼ジャンクションで接続
京石高速道路 : 岳各荘ジャンクションで接続

## 案内表示

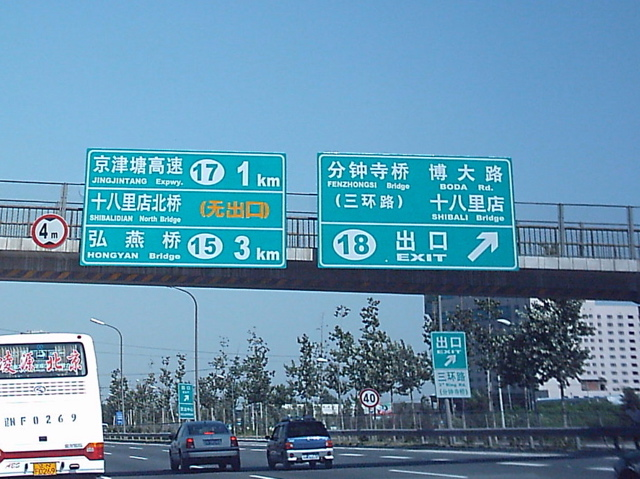
北京四環路の新しい案内板(2004年9月撮影)

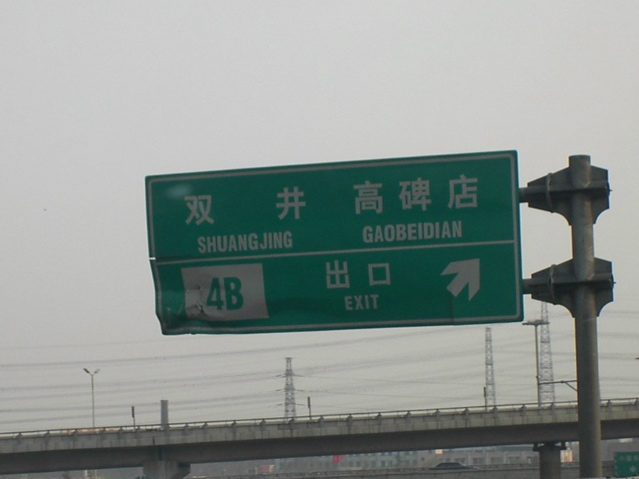
新しい案内板は、制限高を超過した車との接触を避けるために地上から最低5m以上の高さに設置される(2003年4月設置)

2001年に北京四環路が開通した時、案内表示は統一性がなく、やっかいであった。拼音と英語の混合もドライバーを混乱させたが、最もひどいのはインターチェンジ番号であった。同一のインターチェンジに対して、方向別に異なる番号が振られていた。
北京当局は、3年間問題解決に動かなかった。古い案内表示は、標準化された英語と、最終的には新しいインターチェンジ番号が記載された新しい案内表示に更新されていった。同時に、以前は高速道路と離れた主要地点のみであった、接続道路の模式図が、各インターチェンジ等に導入された。
更に、交通規制の案内は、漢字表記から道路標識に変更された。いくつかの橋の名称変更が同時に行われた（四合橋など）。
441の表示板が変更されたので、プロジェクトは半ば超人的であった。
202個は出入口の表示で、残りの239個のほとんどは表示の大型化であった。2004年夏の初期に、北京五環路(混沌と欠けているインターチェンジの番号付けが行われていた)に対する同様の処置が発表された。
作業速度の面で、最初の100時間で、西四環路全ての極めて多数のインターチェンジ番号が処置された(北京四環路の他の部分では、新旧の表示が交互に現れるにも関わらず)。
新しい案内表示への反応は様々である。決定的にプラスの側面としては、インターチェンジ名は、現在では北京三環路や北京五環路の関連するインターチェンジや橋の名前と一致する。しかし、多くの人々は情報過剰について不満を言う。案内表示は現在、(いくつかの橋では)5つの異なった方向を示すほど複雑であり、目と脳が読みこなすことができないくらい多くの情報が詰め込まれている。一方、小文字と大文字が混合した、小さい字体の英語表記が別の懸念となっている。
速度違反者への悪いニュース:北京四環路と北京五環路双方に、案内表示の全面的な変更と併せて数々の速度取締機やカメラが設置された。

## インターチェンジなど
時計回り方向、インターチェンジ番号1は望和橋から始まる
凡例
- 記号: ↗ = インターチェンジ、 ⇆ = 高速道路または国道とのジャンクション
- 補足: 時計回り方向のみ ↩; 反時計回り方向のみ, ↪; 未開通, ✕

### 北四環路
- ↗ 43: Summer Palace, Landianchang North Road (Huoqiying Bridge)
- ↗ 44: 万泉河路, 蘇州橋
- ↗ 45: Haidian Bridge
- ↗ 46: 中関村, 四通橋
- ↗ 47: 学院路, Jimen Bridge (学院橋)
- ↗ 48: Zhixin East Street, 北太平橋 (Zhixin Bridge)
- ⇆ 49: (八達嶺高速道路)とのジャンクション 八達嶺高速道路 (健翔橋)
  - ⇆ 49A: 馬甸橋
  - ⇆ 49B: 八達嶺高速道路 (昌平)
  - ↗ 49C: 北辰西路 (max. height 3.5 m)
- ↗ 50: 北辰路, 北辰東路, 北辰西路 (北辰橋)
- ↗ 51: Anzhen Bridge, Anli Road (安慧橋)
- ↗ 52: 北苑 Road, 立水橋
- ↗ 53: 和平 East Bridge, Xiaoying Road(Huixin East Bridge)
- ↗ (↩) Yuhui South Street
- ⇆ 1: (京承高速道路とのジャンクション) 京承高速道路(望和橋)
  - ⇆ 1A: 北京三環路 ✕
  - ⇆ 1B: N. 北京五環路, 順義
- ↗ (↪) Jiangzhuanghu
- ↗ 2: 望京 West Road
- ↗ 3: ✕
- ⇆ 4: (北京空港高速道路、G101国道とのジャンクション) (四元橋)
  - ⇆ 4A: 三元橋, (↩) Xiaoyun Road
  - ⇆ 4B: 京順路 (順義)
  - ⇆ 4C: 北京空港高速道路

### 東四環路
- ↗ 5: (↪) 三元東橋, 大山子 (霄雲橋)
- ↗ 6: Yansha Bridge, Jiuxianqiao (東風北橋)
- ↗ 7: Yaojiayuan Road, 長虹橋 (朝陽公園橋)
- ↗ 8: 長虹橋, 北京朝陽公園, Yaojiayuan Road,

朝陽北路 (Honglingjin Bridge)
- ↗ 9: ✕
- ⇆ 10: (京通快速道路とのジャンクション) 国貿橋, 京通快速道路 (四恵橋)
- ↗ 11: 双井橋, Guangqu Road (大郊亭橋)
- ↗ 12: 勁松橋, Huagong Road (窯窪湖橋)
- ↗ 13: 工大橋
- ⇆ 14: (京瀋高速道路とのジャンクション) 京瀋高速道路(北京五環路、北戴河方面)(四方橋)
- ↗ 15: Hongyan Road, Fatou (Hongyan Bridge)
- ↗ 16: (↪) 十八里店北橋
- ⇆ 17: (京津塘高速道路とのジャンクション) 京津塘高速道路 (北京五環路, 天津市方面) (十八里店橋)

### 南四環路
- ↗ 18: 分鐘寺橋, Boda Road, 十八里店(十八里店南橋)
- ↗ 19: (↩) Longzhuashu (小紅門橋)
- ↗ 20: 成寿寺, 亦荘 (Xiaocun Bridge)
- ↗ 21: (↩) 大紅門 / (↪) 小紅門 (Liuxiang Bridge)
- ↗ 22: (↪) 大紅門, Jiugong (大紅門東橋)
- ⇆ 23: (G104国道とのジャンクション) 南苑路(G104), 木樨園橋, 北京南苑空港 (大紅門橋)
- ↗ 24: Wanfang Bridge, Majiapu Road (公益橋)
- ↗ 25: Caoqiao
- ⇆ 26: (京開高速道路とのジャンクション) 京開高速道路(馬家楼橋)
- ↗ 27: Xinfadi
- ↗ 28: Huaxiang (四合橋)

### 西四環路
- ↗ 29: Baiqiang Avenue, 北京世界公園, Sci-Tech Park

(Kandan Bridge)
- ↗ 30: 豊台南路, Fufeng Road, Kexing Road (科豊橋)
- ↗ 31: 豊台 Town
- ↗ 32: (京石高速道路とのジャンクション) 京石高速道路(房山区方面) (接続道路工事中) (豊北橋)
- ⇆ 33: (京石高速道路とのジャンクション) 京石高速道路(房山区方面) (岳各荘橋)
- ↗ 34: 六里橋, Zhengchangzhuang
- ↗ 35: (五棵松橋)
- ↗ 36: (↩) Yongding Road, Xicui Road
- ↗ 37: Fushi Road, 航天橋 (定慧橋)
- ↗ 38: Wuluju
- ↗ 39: Xingshikou Bridge, Eight Great Sites, 紫竹橋 (四季青橋)
- ↗ 40: (↩) Yuanda Road
- ↗ 41: 北京西郊空港, Landianchang (南塢橋)
- ↗ 42: 香山公園, Jade Spring Hills (四海橋)